# Bangawan
Bangawan è una suddivisione dell'India, classificata come census town, di 20.719 abitanti, situata nel distretto di Shahdol, nello stato federato del Madhya Pradesh. In base al numero di abitanti la città rientra nella classe III (da 20.000 a 49.999 persone).

## Geografia fisica
La città è situata a 23° 12' 19 N e 82° 06' 10 E.

## Società

### Evoluzione demografica
Al censimento del 2001 la popolazione di Bangawan assommava a 20.719 persone, delle quali 11.037 maschi e 9.682 femmine. I bambini di età inferiore o uguale ai sei anni assommavano a 2.889, dei quali 1.465 maschi e 1.424 femmine. Infine, coloro che erano in grado di saper almeno leggere e scrivere erano 13.127, dei quali 7.979 maschi e 5.148 femmine.